# Ibrahim Traoré

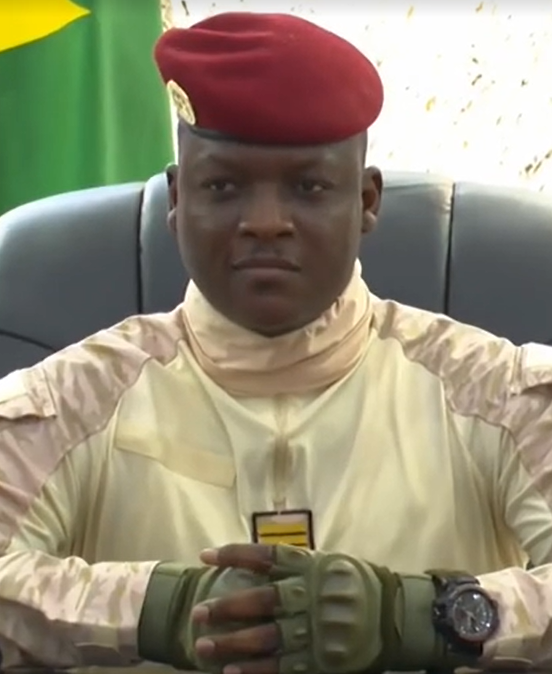
Ibrahim Traoré (2023)

Ibrahim Traoré (* 14. März 1988 in Bondokuy in Burkina Faso) ist ein burkinischer Militäroffizier, der nach dem Sturz des Präsidenten Paul-Henri Sandaogo Damiba beim Staatsstreich vom 30. September 2022 sozialistisch-sankaristischer Interimsstaatschef von Burkina Faso wurde. Er ist derzeit das zweitjüngste Staatsoberhaupt der Welt.

## Leben
Ibrahim Traoré wurde 1988 in Bondokuy in der Provinz Mouhoun geboren. Nachdem er seine Grundschulbildung in Bondokuy erhalten hatte, besuchte er eine Sekundarschule in Bobo-Dioulasso, wo er als ruhig und sehr talentiert bekannt war. Seit 2006 studierte er an der Universität von Ouagadougou, wo er Mitglied der Association of Muslim Students war. Er trat 2010 in die Armee von Burkina Faso ein und wurde 2020 zum Hauptmann befördert. Er gehörte den Cobra-Spezialeinheiten an, einer 2019 gegründeten Antiterroreinheit.
Traoré gehörte zu der Gruppe von Armeeoffizieren, die den Staatsstreich in Burkina Faso im Januar 2022 unterstützten und die Militärjunta Mouvement patriotique pour la sauvegarde et la restauration (MPSR, „Patriotische Bewegung für Sicherheit und Wiederaufbau“) an die Macht brachten. Er diente als Leiter der Cobra-Einheit in Kaya, einer Stadt im Norden von Burkina Faso, und war einer von vielen jüngeren Offizieren, die während des seit 2015 andauernden dschihadistischen Aufstands in Burkina Faso an der Front gegen die Rebellen kämpften. Im März 2022 wurde er von Paul-Henri Damiba, dem Führer der Junta, zum Artilleriekommandeur des 10. Unterstützungskommando-Regiments (RCAS) ernannt.
Der Putsch gegen Damiba, der in Frankreich studiert hat, wird mit antifranzösischen Ressentiments in Bevölkerung und Militär in Zusammenhang gebracht. Die Unterstützer waren mit der Leistung Damibas hinsichtlich der versprochenen Eindämmung des dschihadistischen Aufstands unzufrieden. Ihm wurde vorgeworfen, in der Terrorbekämpfung nicht mit „anderen Partnern“ zusammenarbeiten zu wollen. Bei Demonstrationen in Ouagadougou, die dem Putsch vorausgingen, waren russische Flaggen gezeigt worden. Traoré behauptete nach Damibas Sturz, er selbst und andere Offiziere hätten versucht, Damiba dazu zu bringen, sich wieder auf die Rebellion zu „fokussieren“. Schließlich hätten sie sich entschlossen, ihren Führer zu stürzen, da „seine Ambitionen von dem ablenkten, was wir uns vorgenommen hatten“. Außerdem soll es zu Verzögerungen bei der Bezahlung der Cobra-Truppen gekommen sein. Der Putsch begann am frühen Morgen des 30. September mit Schießereien in verschiedenen Kasernen und vermehrter Präsenz von Soldaten in den Straßen der Hauptstadt. Im Laufe des Tages wurde das Gebäude des Staatsfernsehens Radiodiffusion-Télévision du Burkina (RTB) belagert und der Präsidentenpalast Palais Kosyam abgesperrt. Die Operation wurde mit Unterstützung der Cobra-Einheit durchgeführt. Am Abend wurde die Absetzung Damibas verkündet und Ibrahim Traoré als neuer Staatschef bekannt gegeben.
Formell wurde Traoré am 6. Oktober 2022 zum Staatschef ernannt. Gleichzeitig wurde die Verfassung wieder eingesetzt. Entsprechend dem Beschluss des nationalen Forums, das den Übergangsprozess leitete, wurde die Amtszeit Traorés bis 2024 begrenzt. Im Mai 2024 unterzeichnete Traoré eine Charta, durch die er seine Amtszeit vom 2. Juli 2024 an um weitere fünf Jahre verlängerte. Begründet wurde die Verlängerung mit der prekären Sicherheitslage im Land.

## Politik
Traoré sieht sich selbst in der Tradition von Thomas Sankara, dem ersten Präsidenten Burkina Fasos. Er steht für den Panafrikanismus, um den Einfluss des Westens in Afrika zu minimieren. Gleichzeitig hat er die Beziehungen zur Russischen Föderation intensiviert.
Unter Traoré wurde Burkina Faso im September Gründungsmitglied des Verteidigungsbündnisses Allianz der Sahelstaaten. Seit 2024 strebt Traoré zusammen mit jenem Bündnis eine neue gemeinsame Währung an, die die postkolonialistische CFA-Franc-Währungszone ablösen soll.